# Гриб Василь Пилипович
Василь Пилипович Гриб (нар. 5 серпня 1948, Вінинці, Переяслав-Хмельницький район, Київська область, Українська РСР) — український актор театру та письменник. Заслужений артист України.

## Життєпис
У 1975 році закінчив Київський інститут театрального мистецтва.
Відтоді і до 2005 року — артист Волинського обласного українського музично-драматичного театру імені Т. Г. Шевченка.
Депутат Луцької міської ради двох скликань.
2010 року обраний депутатом у мажоритарному окрузі.
Був членом фракції ВО «Батьківщина», членом постійної комісії міської ради з питань житлово-комунального господарства, екології, транспорту та енергозбереження.
Склав депутатські повноваження у 2015 році.

## Вибрані книги
- І кози в золоті, і цап у сережках (2 кіноромани)
- Спадок для польової русалки
- Син капітана (2 кіноромани)

## Ролі
- Степан («Бояриня» Лесі Українки);
- Олег («Гра на клавесині» Я. Стельмаха);
- Михайло Воронков («Сержанте, твій постріл перший» Е. Володарського);
- Дон Педро («Переваги від зневаги» Лопе де Веги);
- Писар Скакунець («Пошилися в дурні» М. Кропивницького);
- Хлестаков («Ревізор» М. Гоголя) та ін.